# GKIDS
GKIDS este un distribuitor american de filme cu sediul în New York care, potrivit Los Angeles Times, pune accentul pe animația „sofisticată, indie”. Compania a fost fondată în 2008 de Eric Beckman și are adresa în 225 Broadway, Lower Manhattan, New York City, Statele Unite. GKIDS lansează pentru publicul nord-american filme internaționale apreciate de critici, în mare parte desenate manual, cum ar fi lucrările studioului independent de anime japonez Studio Ghibli. GKIDS distribuie, de asemenea, filme animate pe computer și stop-motion, pe lângă cele desenate manual, precum și filme americane ale unor realizatori independenți.
GKIDS este un  acronim de la Guerrilla Kids International Distribution Syndicate.
În octombrie 2024, compania japoneză Toho a achiziționat GKIDS, așezându-l sub divizia sa Toho International.

## Filme distribute de GKIDS
| Titlu SUA | Titlu original | Țară                                      | Lansare în SIA                                           | Scor Rotten Tomatoes                                 |
| --- | --- | ----------------------------------------- | -------------------------------------------------------- | ---------------------------------------------------- |
| Tahaan: A Boy With a Grenade | Tahaan | India                                     | 5 septembrie 2008                                        | N/A                                                  |
| Azur & Asmar: The Princes' Quest | Azur et Asmar | Franța                                    | 17 octombrie 2008 (New York)                             | 80%                                                  |
| Sita Sings the Blues | Sita Sings the Blues | Statele Unite                             | 25 decembrie 2009 (New York)                             | 100%                                                 |
| The Secret of Kells | The Secret of Kells | Franța, Belgia, Irlanda                   | 5 martie 2010 (New York)                                 | 91%                                                  |
| West of Pluto | À l'ouest de Pluton | Franța                                    | 26 martie 2010                                           | N/A                                                  |
| Summer Wars | Samā Wōzu | Japonia                                   | 3 decembrie 2010                                         | 77%                                                  |
| Eleanor's Secret | Kérity, la maison des contes | Franța                                    | 21 ianuarie 2011                                         | N/A                                                  |
| Mia and the Migoo | Mia et le Migou | Franța-Italia                             | 25 martie 2011 (New York) 22 aprilie 2011}}              | 38%                                                  |
| The Studio Ghibli Collection Nausicaä of the Valley of the Wind Castle in the Sky My Neighbor Totoro Kiki's Delivery Service Only Yesterday Porco Rosso Ocean Waves Pom Poko Whisper of the Heart Princess Mononoke My Neighbors the Yamadas Spirited Away The Cat Returns | The Studio Ghibli Collection Kaze no Tani no Naushika Tenkū no Shiro Rapyuta Tonari no Totoro Majo no Takkyūbin Omohide Poroporo Kurenai no Buta Umi ga Kikoeru Heisei Tanuki-Gassen Ponpoko Mimi o Sumaseba Mononoke-hime Hōhokekyo: Tonari no Yamada-kun Sen to Chihiro no Kamikakushi Neko no Ongaeshi | Japonia                                   | 16 decembrie 2011                                        | 88% 96% 94% 97% 100% 95% 88% 83% 92% 93% 78% 97% 90% |
| Chico & Rita | Chico y Rita | Spania                                    | 10 februarie 2012 (New York) 17 februarie 2012           | 87%                                                  |
| A Cat in Paris | Une vie de chat | Franța                                    | 1 iunie 2012                                             | 83%                                                  |
| Tales of the Night | Les Contes de la nuit | Franța                                    | 26 septembrie 2012                                       | 80%                                                  |
| The Rabbi's Cat | Le Chat du rabbin | Franța                                    | 7 decembrie 2012 (New York) 4 ianuarie 2013              | 94%                                                  |
| Approved for Adoption | Couleur de peau : miel | Franța-Belgia                             | 8 februarie 2013 (New York)                              | 100%                                                 |
| Wrinkles | Arrugas | Spania                                    | 8 februarie 2013                                         | 96%                                                  |
| A Letter to Momo | Momo e no Tegami | Japonia                                   | 10 februarie 2013                                        | 81%                                                  |
| From Up on Poppy Hill | Kokuriko-zaka kara | Japonia                                   | 15 martie 2013                                           | 85%                                                  |
| The Painting | Le Tableau | Franța                                    | 10 mai 2013                                              | 82%                                                  |
| Ernest & Celestine | Ernest et Célestine | Franța-Belgia                             | 28 februarie 2014                                        | 97%                                                  |
| Patema Inverted | Sakasama no Patema | Japonia                                   | 29 august 2014                                           | 73%                                                  |
| Nocturna | Nocturna, una aventura magica | Spania-France                             | 4 septembrie 2014                                        | N/A                                                  |
| Welcome to The Space Show | Uchū Show e Yōkoso | Japonia                                   | 14 octombrie 2014                                        | N/A                                                  |
| The Tale of The Princess Kaguya | Kaguya-hime no Monogatari | Japonia                                   | 17 octombrie 2014                                        | 100%                                                 |
| Song of the Sea | Song of the Sea | Irlanda                                   | 19 decembrie 2014                                        | 99%                                                  |
| When Marnie Was There | Omoide no Marnie | Japonia                                   | 22 mai 2015                                              | 91%                                                  |
| Zarafa | Zarafa | Franța-Belgia                             | 3 iulie 2015                                             | 75%                                                  |
| Kahlil Gibran's The Prophet | Kahlil Gibran's The Prophet | Canada                                    | 7 august 2015                                            | 65%                                                  |
| Boy and the World | O Menino e o Mundo | Brazilia                                  | 11 decembrie 2015                                        | 93%                                                  |
| Only Yesterday | Omoide Poroporo | Japonia                                   | 1 ianuarie 2016                                          | 100%                                                 |
| April and the Extraordinary World | Avril et le Monde truqué | Franța-Belgia-Canada                      | 1 aprilie 2016                                           | 96%                                                  |
| Phantom Boy | Phantom Boy | Franța-Belgia                             | 15 iulie 2016                                            | 88%                                                  |
| Miss Hokusai | Sarusuberi: Miss Hokusai | Japonia                                   | 14 octombrie 2016                                        | 93%                                                  |
| Ocean Waves | Umi ga Kikoeru | Japonia                                   | 28 decembrie 2016                                        | 88%                                                  |
| My Life as a Zucchini | Ma vie de Courgette | Elveția-Franța                            | 24 februarie 2017                                        | 98%                                                  |
| My Entire High School Sinking into the Sea | My Entire High School Sinking into the Sea | SUA                                       | 14 aprilie 2017                                          | 85%                                                  |
| The Girl Without Hands | La Jeune Fille sans mains | Franța                                    | 21 iulie 2017                                            | 95%                                                  |
| Mune: Guardian of the Moon | Mune, le gardien de la lune | Franța                                    | 12 august 2017                                           | 80%                                                  |
| Revolting Rhymes | Revolting Rhymes | Regatul Unit                              | 15 august 2017                                           | 85%                                                  |
| Napping Princess | Hirune-hime: Shiranai Watashi no Monogatari | Japonia                                   | 8 septembrie 2017                                        | 63%                                                  |
| The Breadwinner | The Breadwinner | Canada-Irlanda-Luxembourg                 | 17 noiembrie 2017                                        | 95%                                                  |
| Howl's Moving Castle | Hauru no Ugoku Shiro | Japonia                                   | 26 noiembrie 2017                                        | 87%                                                  |
| Mary and the Witch's Flower | Meari to Majo no Hana | Japonia                                   | 18 ianuarie 2018                                         | 89%                                                  |
| Mind Game | Maindo Gēmu | Japonia                                   | 16 februarie 2018                                        | 100%                                                 |
| Birdboy: The Forgotten Children | Psiconautas, los niños olvidados | Spania                                    | 13 martie 2018                                           | 94%                                                  |
| Ponyo | Gake no Ue no Ponyo | Japonia                                   | 25 martie 2018                                           | 92%                                                  |
| Lu over the Wall | Yoaketsugeru Rū no Uta | Japonia                                   | 11 mai 2018                                              | 78%                                                  |
| Satellite Girl and Milk Cow | Uribyeol Ilho-wa Eollukso | Coreea de Sud                             | 5 iunie 2018                                             | N/A                                                  |
| Fireworks | Uchiage Hanabi, Shita Kara Miru ka? Yoko Kara Miru ka? | Japonia                                   | 3 iulie 2018                                             | 43%                                                  |
| The Night Is Short, Walk On Girl | Yoru wa Mijikashi Aruke yo Otome | Japonia                                   | 21 august 2018                                           | 90%                                                  |
| Perfect Blue | Pāfekuto Burū | Japonia                                   | September 6, 2018                                        | 78%                                                  |
| The Big Bad Fox and Other Tales… | Le Grand Méchant Renard et autres contes… | Franța-Belgium                            | September 23, 2018                                       | 97%                                                  |
| MFKZ | Mutafukaz | Franța-Japan                              | October 11, 2018                                         | 39%                                                  |
| Mirai | Mirai no Mirai | Japonia                                   | November 29, 2018                                        | 90%                                                  |
| Modest Heroes | Chīsana Eiyū: Kani to Tamago to Tōmei Ningen | Japonia                                   | January 7, 2019                                          | 86%                                                  |
| This Magnificent Cake! | Ce magnifique gâteau ! | Belgium, Franța, The Netherlands          | March 1, 2019                                            | 100%                                                 |
| Okko's Inn | Waka Okami wa Shōgakusei! | Japonia                                   | April 22, 2019                                           | 100%                                                 |
| Funan | Funan | Franța-Luxembourg-Belgium                 | June 7, 2019                                             | 93%                                                  |
| Buñuel in the Labyrinth of the Turtles | Buñuel en el laberinto de las tortugas | Spain                                     | August 16, 2019                                          | 98%                                                  |
| The Case of Hana & Alice | Hana to Arisu Satsujin Jiken | Japonia                                   | September 17, 2019                                       | N/A                                                  |
| Promare | Promare | Japonia                                   | September 20, 2019                                       | 97%                                                  |
| The Secret World of Arrietty | Kari-gurashi no Arietti | Japonia                                   | September 29, 2019                                       | 95%                                                  |
| Genius Party | Jīniasu Pāti | Japonia                                   | October 15, 2019                                         | N/A                                                  |
| Genius Party Beyond | Jīniasu Pāti Biyondo | Japonia                                   | October 15, 2019                                         | N/A                                                  |
| Weathering with You | Tenki no Ko | Japonia                                   | October 18, 2019 (award-qualifying run) January 17, 2020 | 91%                                                  |
| White Snake | Báishé: Yuánqǐ | China                                     | November 15, 2019                                        | 68%                                                  |
| Aya of Yop City | Aya de Yopougon | Franța                                    | November 26, 2019                                        | N/A                                                  |
| Summer Days with Coo | Kappa no Kū to Natsuyasumi | Japonia                                   | January 21, 2020                                         | N/A                                                  |
| Ride Your Wave | Kimi to, Nami ni Noretara | Japonia                                   | February 19, 2020                                        | 93%                                                  |
| Tokyo Godfathers | Tōkyō Goddofāzāzu | Japonia                                   | May 19, 2020                                             | 90%                                                  |
| Marona's Fantastic Tale | L'Extraordinaire Voyage de Marona | Franța                                    | June 21, 2020                                            | 95%                                                  |
| Children of the Sea | Kaijū no Kodomo | Japonia                                   | August 11, 2020                                          | 62%                                                  |
| Another Day of Life | Jeszcze dzień życia | Poland, Spain, Belgium, Germany, Hungary  | September 18, 2020                                       | 89%                                                  |
| Wolfwalkers | Wolfwalkers | Ireland, Luxemborg, United States, Franța | November 13, 2020                                        | 99%                                                  |
| On-Gaku: Our Sound | Music | Japonia                                   | November 20, 2020                                        | 100%                                                 |
| Lupin III: The First | Rupan-sansei The First | Japonia                                   | December 11, 2020                                        | 95%                                                  |
| Earwig and the Witch | Āya to Majo | Japonia                                   | February 3, 2021                                         | 30%                                                  |
| Evangelion: Death (True)² | Shin Seiki Evangelion Gekijōban: Death & Rebirth - Shi to Shinsei | Japonia                                   | December 8, 2021                                         | N/A                                                  |
| The End of Evangelion | Shin Seiki Evangerion Gekijō-ban: Ea/Magokoro o, Kimi ni | Japonia                                   | December 8, 2021                                         | 88%                                                  |
| Belle | Belle: Ryū to Sobakasu no Hime | Japonia                                   | January 14, 2022                                         | 95%                                                  |
| Pompo the Cinephile | Eiga Daisuki Pompo-san | Japonia                                   | April 29, 2022                                           | 95%                                                  |
| Panda! Go, Panda! | Panda Kopanda | Japonia                                   | May 6, 2022                                              | N/A                                                  |
| Panda! Go, Panda!: Rainy Day Circus | Panda Kopanda: Amefuri Circus no Maki | Japonia                                   | May 6, 2022                                              | N/A                                                  |
| Fortune Favors Lady Nikuko | Gyokō no Nikuko-chan | Japonia                                   | June 3, 2022                                             | N/A                                                  |
| 5 Centimeters per Second | Byōsoku Go Senchimētoru | Japonia                                   | June 7, 2022                                             | N/A                                                  |
| Voices of a Distant Star | Hoshi no Koe | Japonia                                   | June 7, 2022                                             | N/A                                                  |
| The Place Promised in Our Early Days | Kumo no Mukō, Yakusoku no Basho | Japonia                                   | June 7, 2022                                             | 80%                                                  |
| Children Who Chase Lost Voices | Hoshi wo Ou Kodomo | Japonia                                   | June 7, 2022                                             | N/A                                                  |
| The Deer King | Shika no Ō: Yuna to Yakusoku no Tabi | Japonia                                   | July 13, 2022                                            | N/A                                                  |
| Inu-Oh | Inu-Oh | Japonia                                   | August 12, 2022                                          | 100%                                                 |
| Summer Ghost | Samā Gōsuto | Japonia                                   | 2022                                                     | N/A                                                  |
| Goodbye, Don Glees! | Gubbai, Don Gurīzu! | Japonia                                   | 2022                                                     | N/A                                                  |